# Kinotto
Kinotto è il terzo album degli Skiantos pubblicato nel settembre 1979 su etichetta Cramps Records.

## Il disco
Il disco è originariamente uscito nel 1979 su etichetta Cramps Records ed è rimasto fuori stampa per diversi anni.
Successivamente è stato ristampato la prima volta nel 1988 su etichetta Bollicine/Orizzonte e quindi nel 2003 su etichetta Latlantide su CD in versione digipack con l'aggiunta del singolo Fagioli del 1980, alcuni provini inediti, due brani dal vivo e una traccia inedita multimediale.
L'album è presente nella classifica dei 100 dischi italiani più belli di sempre secondo Rolling Stone Italia alla posizione numero 66.

## Tracce

### LP del 1979
Lato A
1. Mi Piaccion Le Sbarbine – 2:57
2. Non Ti Sopporto Più – 3:29
3. Ti Rullo Di Kartoni – 2:23
4. Kakkole – 1:47
5. Sono Un Teppista – 3:37
6. Non Farò Mai Quello Che Vuoi – 3:03

Lato B
1. Gelati – 2:54
2. Kinotto – 2:06
3. Se Mi Ami Amami – 2:35
4. Freezer – 4:22
5. Sono Buono – 2:23
6. Il Rock Ti Dà Lo Shock – 3:01
7. Tu Sei Bellissima – 1:22

### CD del 2003
1. Mi Piaccion Le Sbarbine – 2:59
2. Non Ti Sopporto Più – 3:25
3. Ti Rullo Di Kartoni – 2:27
4. Kakkole – 1:46
5. Sono Un Teppista – 3:38
6. Non Farò Mai Quello Che Vuoi – 3:02
7. Gelati – 2:54
8. Kinotto – 2:05
9. Se Mi Ami Amami – 2:35
10. Freezer – 4:20
11. Sono Buono – 2:21
12. Il Rock Ti Dà Lo Shock – 3:01
13. Tu Sei Bellissima – 1:30

Tracce bonus
1. Fagioli (45 Giri 1980) – 2:56
2. Fagioli (Live 1980) – 3:17
3. Largo All'Avanguardia (Provino 1978) – 2:49
4. Sono Rozzo, Sono Grezzo (Live 1978) (Live 1978) – 4:33
5. Rikordidistorti (Traccia Rom Multimediale 2003)

## Formazione
- Roberto "Freak" Antoni - 1° urlatore
- Andrea "Jimmy Bellafronte" Setti - 2° urlatore
- Stefano "Sbarbo" Cavedoni - 3° urlatore
- Andrea "Andy Bellombrosa" Dalla Valle - chitarra elettrica
- Gianni "Lo Grezzo" Bolelli - chitarra selvaggia
- Franco "Frankie Grossolani" Villani - basso
- Leo "Tormento Pestoduro" Ghezzi - batteria

Altri musicisti
- Paolo Tofani - sintetizzatore

### L'assenza di Dandy
Nella formazione del 1979 e del 1980 non è presente il chitarrista Fabio Testoni, poiché impegnato a suonare con Orietta Berti (1979), Lucio Dalla (1981) e gli Stadio (1981). Fu rimpiazzato poi da Gianni Lo Grezzo, già presente nella formazione del 1977 (Inascoltable).